# 広瀬重信
広瀬 重信（ひろせ しげのぶ、生没年不詳）とは、江戸時代の浮世絵師。

## 来歴
師系・経歴不明。作画期は享保後半の頃、画風は西村重信や重長などの流れを汲むとされる。作は漆絵を残す。

## 作品
- 「京大坂江戸三幅対」　細判漆絵3枚　東京国立博物館所蔵
- 「風流三福対」　細版漆絵3枚続　※嵐和歌野、市川門之助、三条勘太郎を描く。